# Почётные граждане Можги
Звание «Почетный гражданин города Можги» является высшей наградой города Можги и присваивается по следующим основаниям:
- авторитет, известность и уважение жителей города Можги за длительную общественно-культурную, научную, политическую, хозяйственную и иную деятельностью на благо города Можги
- широкое общественное признание в городе Можге
- совершение поступков, преумноживших славу города

## Список почётных граждан
- Горошникова Светлана Петровна — 1996 год
- Денисенко Алексей Алексеевич — 1996 год
- Коршунов Пётр Дмитриевич — 1996 год
- Чижова Ирина Михайловна — 1996 год
- Плеханов Сергей Яковлевич — 1996 год
- Рябов Кондратий Тихонович — 1996 год
- Роев Леонид Александрович — 1998 год
- Леонтьев Анатолий Кузьмич — 1998 год
- Максютин Михаил Моисеевич — 1998 год
- Оревков Геннадий Григорьевич — 2001 год
- Хорошилова Ия Васильевна — 2001 год
- Данилова Римма Ивановна — 2001 год
- Семёнов Игорь Николаевич — 2004 год
- Абашев Рашит Наильевич — 2006 год
- Мохначев Владимир Александрович — 2007 год
- Каримов Равиль Мухаметович — 2008 год